# Saint Croix (Nuevo Brunswick)
Saint Croix es una parroquia canadiense situada en la provincia de Nuevo Brunswick.

## Superficie
Saint Croix tiene una superficie de 78,6 km².

## Demografía
En 2021, tenía 648 habitantes, una densidad poblacional de 8,2 hab./km², y 346 viviendas.